# 大無限樂團
大無限樂團（英語：Do As Infinity），日本樂團，由主唱伴都美子、吉他手大渡亮和作曲家長尾大所組成，於2005年9月29日正式解散，成員們在樂壇以個人身份繼續活動著。
2008年8月30日，在長達三年的停頓後，大無限樂團宣佈將於2008年9月29日完全復活。

## 團員

### 現役

#### 伴都美子
- 團內位置：主唱、作詞
- 出生日期：1979年1月9日
- 出生地：日本熊本縣山都町
- 身高：164 cm
- 喜歡歌手：辛蒂·羅波（Cyndi Lauper）

#### 大渡亮
- 團內位置：吉他、和聲、作詞
- 出生日期：1971年4月4日
- 出生地：日本神奈川縣
- 身高：180 cm
- 喜歡歌手：吉米·罕醉克斯、電臺司令（Radiohead）

### 退役

#### 長尾大
- 團內位置：作曲、編曲、吉他
- 出生日期：1971年3月28日
- 出生地：日本千葉縣
- 身高：182 cm
- 喜歡歌手：齊柏林飛船合唱團（Led Zeppelin）、史密斯飛船（Aerosmith）、妮妲莉·英寶莉亞（Natalie Imbruglia）

## 團隊歷史

### 1999年的「橙色的夢」
團隊於1999年9月29日以單曲「Tangerine Dream」正式出道。出道前曾於日本澁谷忠犬八公像前作首次街頭表演，以後更於澁谷不同地方作超過100場的街頭表演，深得觀眾支持，因亦得以成功出道。

### 二千年之戀，軸心隱藏
2000年2月推出的單曲「Yesterday & Today」成為他們在樂壇的一個轉捩點，此歌曲成了人氣日劇「二千年之戀」主題曲，因而在日本的認知度大大提高。亦於同年3月推他們首張專輯「Break of Dawn」，一推出便奪得日本Oricon大碟銷量榜的第3名，由於他們亦到台灣宣傳，故在香港和台灣的銷量亦甚佳，此碟更成為該年台灣最高銷量的日本專輯。他們的第六張單曲「We are.」推出之後，長尾大決定專注於幕後工作，不在公開場合表演亮相，但很多人都以為長尾大是離隊了，其實不是，而一直都是在這個樂團中，而且是這個樂團的軸心成員。另外，長尾大轉投幕後後，下一次再出場表演是大無限樂團三週年的演唱會中，擔任神秘的特別來賓，而在下一次，就已經是大無限樂團最後演唱會的安可演出了。

### 正式上位
2001年推出的第二張專輯「New World」，甫推出便奪得該週銷量榜的冠軍位置，大無限正式上位。同年接連推出多張細碟，細碟「深邃森林」和其後的「真實之詩」被選為人氣日本動畫「犬夜叉」的歌曲，於年尾推出第三張專輯「Deep Forest」，亦在該週日本Oricon大碟銷量榜得到首位，更大賣70萬張，更躋身該年度日本大碟銷量Top 50的第32位，在這專輯的演唱會中，大無限樂團展示出他們樂團的其中一個宗旨「Love and Peace」，其後的專輯「Gates of Heaven」的一首歌曲「科學之夜」歌詞的最後一句，亦為「Love and Peace」。

### 銷量高峰，衝出日本
2002年，他們終於推出了精選專輯「Do The Best」，順利的登上銷量榜冠軍寶座，銷量達到90萬張，總銷量更突破120萬，佔據了2002年日本最高銷量專輯的第13位，成績驕人，得到日本唱片大賞金賞，而他們更到香港、台灣作專輯宣傳，亦吸引大批歌迷。
同年年中，他們推出第一張雙A面細碟「under the sun／under the moon」。
年末，他們推出第四張專輯「True Song」，奪得該週銷量榜的第5位，亦能躋身2003年度日本大碟銷量Top 50的第42位。

### 2003年開啟天堂之扉
2003年頭，他們推出首張現場錄音專輯「Do The Live」，得到該週銷量榜的第12位，成績十分理想，其後推出了他們的第15張細碟「魔法情話~Would you marry me?~」，以婚禮為主題，惹來一時話題，更有情侶於婚禮時使用此曲。同年11月，他們推出第五張專輯「GATES OF HEAVEN」，甫推出便佔據了該週銷量榜第3位，奪得2004年最高銷量專輯榜的第47位。

### 踏足武道館，延至美國
2004年3月，他們推出第二張現場錄音專輯和演唱會DVD「Do As Infinity Live in Japan」及精選輯加料版本「Do The Best + DVD」，它們一推出便分別取得該週銷量榜的第23位及33位，今次的演唱會終於能在日本武道館演出。同年中，他們到美國作演出，吸引大批歌迷，而他們的音樂錄影帶「Be Free」便拍攝了當時的情況。同年9月，Do As Infinity推出他們的細碟B-side歌曲收錄輯「Do The B-side」，12月亦推出新細碟「樂園」，為「犬夜叉」劇場版作主題曲。同年，長尾大脫離Avex Entertainment，開設個人事務所True Song Music，並為不同歌手作曲及監製，現在事務所旗下歌手有Amasia Landscape、SE7EN、組合dream成員山本紗也加等。

### 解散徵兆，解散之後
2005年2月，他們推出了第六張專輯「Need Your Love」，一推出時便奪得該日銷量的第一位，亦為該週的第三位。同年7月，他們推出第20張細碟「Tao」，歌曲內容彷彿暗示了他們即將解散。9月13日，Do As Infinity宣佈將於9月29日解散，並於9月28日推出他們的細碟主打精選輯「Do The A-side」，翌日於他們的官方網頁公佈；推出當天便得到銷量榜的第一位，亦是該週的第三位。11月25日，他們唯一一次再聚集，於日本武道館舉行他們最後一場演唱會「Do As Infinity －Final－」，Do As Infinity正式解散。解散後，伴都美子將作個人發展，而大渡亮則為自組樂團Missile Innovation的主唱，長尾大則繼續為新人Amasia Landscape作監製及為不同歌手作曲。

### 給樂迷自己的結局
踏入2006年，團員都已經各自發展，但Do As Infinity的唱片推出仍未停止，因為這次要讓樂迷選擇自己的精選。
1月20日，大無限的官方網頁宣佈即將會推出一張由樂迷挑選歌曲的真正精選輯，即日開始接受投票，連同其餘四種產品，一起於2006年3月15日發行，為官方公佈大無限的最後產品。此專輯會收錄得票最高的30首歌曲，以雙CD形式推出，給樂迷一個更完美的結局。3月，可說是「DAI月」了，該月的首週會以廉價推出再版的「Do As Infinity Live Year 2004」；第三週將會一次發行五張大無限的產品，包括精選專輯、純音樂專輯、最後演唱會專輯、最後演唱會DVD及專輯全收錄Box Set；而第四周，伴都美子便推出她首張個人專輯了。

### 解散三年，零八復活
2008年8月30日，大無限樂團於艾迴唱片公司一年一度的夏日演唱會a-nation '08以神秘演出者身份於舞台登場，演唱「今天會放晴」，並宣佈大無限樂團將於9月29日正式復活，而且將於復活日翌日舉行免費演唱會。大無限樂團的新單曲，於2009年6月17日發行。

### 其他
大無限樂團的專輯名最尾的一個英文字都是與下一張專輯名的第一個英文字相同，以帶起文字遊戲，引起一時話題。
1. Break of DawN
2. New World
3. Deep Forest
4. True Song
5. Gates of Heaven
6. Need Your Love
7. Eternal Flame
8. Eight
9. Time Machine

## 唱片資料

### CD

#### 單曲
|      | 發售日         | 歌名                           |
| ---- | -------------- | ------------------------------ |
| 1st  | 1999年9月29日  | 橙色的夢                       |
| 2nd  | 1999年12月8日  | Heart                          |
| 3rd  | 2000年1月26日  | 綠洲                           |
| 4th  | 2000年2月23日  | Yesterday & Today              |
| 5th  | 2000年8月2日   | 鬥魚                           |
| 6th  | 2000年11月29日 | We are.                        |
| 7th  | 2001年1月24日  | 渴望                           |
| 8th  | 2001年4月25日  | 遠行                           |
| 9th  | 2001年5月30日  | Week!                          |
| 10th | 2001年6月27日  | 深邃森林                       |
| 11th | 2001年9月5日   | 冒險者們                       |
| 12th | 2002年2月27日  | 陽光斜坡                       |
| 13th | 2002年7月31日  | 陽光下/月光下                  |
| 14th | 2002年10月30日 | 真實詩篇                       |
| 15th | 2003年6月11日  | 魔法情話 ~Would you marry me?~ |
| 16th | 2003年9月25日  | 今天會放晴                     |
| 17th | 2003年11月6日  | 柊                             |
| 18th | 2004年12月15日 | 樂園                           |
| 19th | 2005年1月19日  | For the future                 |
| 20th | 2005年7月27日  | TAO                            |
| 21st | 2009年6月17日  | 無限第1                        |
| 22nd | 2010年1月20日  | 沒有你的未來                   |
| 23rd | 2010年6月16日  | 無限第2                        |
| 24th | 2010年9月29日  | JIDAISHIN                      |
| 25th | 2011年7月27日  | 誓言                           |
| 26th | 2011年9月7日   | 指引之索                       |
| 27th | 2011年11月16日 | 黃昏                           |
| 28th | 2014年12月10日 | Mysterious Magic               |
| 29th | 2016年7月7日   | 哈里路亞/Elegy                 |
| 30th | 2017年6月28日  | Alive/Iron Hornet              |
| 31st | 2017年9月27日  | To Know You                    |
| 32nd | 2017年12月6日  | 化身的獸                       |
| 33rd | 2024年9月29日  | Till We End The Day            |

※由「~Would you marry me?~」開始分別發行CD盤及CD+DVD盤，兩個盤種封面不同。
海外版由「~Would you marry me?~」至只推出CD盤；而至「TAO」則只推出CD+DVD盤

#### 專輯
|      | 發售日         | 專輯名稱       |
| ---- | -------------- | -------------- |
| 1st  | 2000年3月23日  | 黎明曙光       |
| 2nd  | 2001年2月21日  | 新世界         |
| 3rd  | 2001年9月19日  | 深邃森林       |
| 4th  | 2002年12月26日 | 真實之歌       |
| 5th  | 2003年11月27日 | 天堂之扉       |
| 6th  | 2005年2月16日  | 要你愛我       |
| 7th  | 2009年9月30日  | 永恆之火       |
| 8th  | 2011年1月19日  | 第8輯          |
| 9th  | 2012年2月29日  | 時光機器       |
| 10th | 2012年10月10日 | 無限十輯       |
| 11th | 2015年2月25日  | BRAND NEW DAYS |
| 12th | 2018年2月28日  | ALIVE          |
| 13th | 2019年9月25日  | Do As Infinity |

再版盤
1. Breeak of Dawn（再版廉價盤）（黎明曙光）（2005年2月16日）
2. New World（再版廉價盤）（新世界）（2005年2月16日）
3. Deep Forest（再版廉價盤）（深邃森林）（2005年2月16日）
4. True Song（再版廉價盤）（真實之歌）（2005年2月16日）
5. Gates of Heaven（再版廉價盤）（天堂之扉）（2005年2月16日）

※海外版由「Break of Dawn」至「True Song」均有紙盒外殼包裝。
所有再版盤只推出日本盤，並無推出再版海外盤。
所有再版盤為薄身紙殼包裝。

#### 精選專輯
| 專輯封面      | 專輯資料 | 銷量      |
| ------------- | --- | --------- |
|               | Do The Best（無限完美） - 發行日期：2002年3月20日 - 日本Oricon榜最高佔據位置：#1 - 日本Oricon榜該年總銷量佔據位置：#1 - 全年總銷量突破120萬 - 海外版初回限定盤：附大無限樂團原子筆一枝 | 3,025,130 |
|               | Do The Best + DVD（無限完美+DVD） - 發行日期：2004年3月31日 - 日本Oricon榜最高佔據位置：#3 - 日本Oricon榜該年總銷量佔據位置： - | 371,900   |
| 普通盤        | Do The B-side（無限完美 B面精選） - 發行日期：2004年9月23日 - 日本Oricon榜最高佔據位置：#1 - 日本Oricon榜該年總銷量佔據位置：- - 日本版限定生產盤：附新曲「Be Free」及慶祝大無限樂團五週年T-Shirt一件 - 海外版只附新曲「Be Free」而不附大無限樂團五週年T-Shirt - 普通盤與限定盤的封面不同 | 1,000,000 |
| CD+DVD盤 CD盤 | Do The A-side（無限完美 A面精選） - 發行日期：2005年9月28日 - 日本Oricon榜最高佔據位置：#1 - 日本Oricon榜該年總銷量佔據位置：#2 - CD盤[日本版限定]與CD+DVD盤的封面不同 | 995,410   |
|               | Do The Best "Great Supporters Selection"（無限完美《歌迷精選》） - 發行日期：2006年3月15日 - 日本Oricon榜人氣期待度：#3／89.3 - 日本Oricon榜最高佔據位置：#1 - 日本Oricon榜該年總銷量佔據位置：1 - 首週初動銷售量 :634,267張                                                              | 1,009,400 |
|               | Do As Infinity Instrumental Collection "MINUS V" - 發行日期：2006年3月15日 - 日本Oricon榜最高佔據位置：#23 - 日本Oricon榜該年總銷量佔據位置：130 - 只推出日本版 | 100,000   |

#### 現場錄音專輯
| 專輯封面 | 專輯資料 | 銷量 |
| -------- | --- | ---- |
|          | Do The Live（無限完美演唱精選） - 發行日期：2003年3月12日 - 日本Oricon榜最高佔據位置：#12                                                      | -    |
|          | Do As Infinity Live in Japan（大無限樂團 日本演唱會專輯） - 發行日期：2004年3月31日 - 日本Oricon榜最高佔據位置：#23                            | -    |
|          | Do As Infinity －Final－（大無限樂團 最後演唱會） - 發行日期：2006年3月15日 - 日本Oricon榜人氣期待度：#5／84.1 - 日本Oricon榜最高佔據位置：#43 | -    |

#### 專輯全紀錄
1. Do The Box（2006年3月15日）
  1. 限定生產10000枚

※此Box Set只推出日本盤，並無推出海外盤。

#### Hybrid CD
1. Need Your Love（2005年3月2日）

※所有Hybrid CD只推出日本盤，並無推出海外盤。

#### 參與作品
1. Tomiko Van from Do As Infinity - again（專輯「Various Artists Featuring songnation」）（2002年1月23日）
2. atami（Guest Vocal Tomiko Van, Guest EG. Ryo Owatari）- El Dorado（專輯「Doppler」）（2002年3月27日）
3. Cyber X feat. Van - Drive me nuts（5萬枚限定生產細碟「Drive me nuts」）（2003年4月23日）
4. Northern Brights（大渡亮Guest Chorus參加）- Come On Now!
5. Do As Infinity for Black Stones - I miss you?（專輯「Love for Nana ~Only 1 Tribute」，「Do The Best "Great Supporters Selection"」再收錄）（2005年3月16日）
6. 伴都美子 - Hold me…（專輯「Slow Dance Soundtrack」，伴都美子個人專輯「Farewell」再收錄）（2005年7月27日）
7. Tomiko Van - A Dream Is a Wish Your Heart Makes（專輯「Cinderella Original Soundtrack（Special Edition）」，伴都美子個人專輯「Farewell」以Bonus Track形式再收錄）（2005年10月19日）
8. TRF - Truth'94 -meets Tomiko Van-（TRF細碟「Where to begin」）（2006年1月18日）

※除「I miss you？」、「Hold me…」、「A Dream Is a Wish Your Heart Makes」和「Truth'94」會隨專輯推出海外盤外，其餘均只會有日本盤。

### DVD

#### 演唱會
1. Do As Infinity Live Tour 2001 ~Deep Forest~（2002年3月20日）
2. Do As Infinity Live in Japan（大無限樂團 日本演唱會）（2004年3月31日）
3. Do As Infinity Live Tour 2001 ~Deep Forest~（再版）（2004年12月8日）
4. Do As Infinity Live Year 2004（大無限樂團 2004演唱會全紀錄）（2005年3月2日）
5. Do As Infinity Live in Japan（限定生產再版廉價盤）（大無限樂團 日本演唱會）（2005年6月8日）
6. Do As Infinity Live in Japan II（大無限樂團 日本演唱會II）（2005年9月28日）
7. Do As Infinity Live Year 2004（限定生產再版廉價盤）（大無限樂團 2004演唱會全紀錄）（2006年3月1日）
8. Do As Infinity －Final－（原定發行日：2006年1月25日，正式發行日：2006年3月15日）
  1. 日本版初回20000枚限定生產盤：附Do As Infinity T-Shirt一件
9. Do As Infinity －Premier－（2006年9月20日）
10. Do As Infinity 3rd Anniversary Special Live（2006年9月20日）
11. Do As Infinity Free Live-Free Soul! Free Spirits!-（2009年2月18日）

※所有再版盤只推出日本盤，並無推出再版海外盤。

#### 音樂影片輯
1. 9（2001年3月7日）
2. 5（2001年9月27日）
3. The Clip Selection（影音極選）（2002年12月11日）
4. 8（2004年1月7日）
  1. 初回限定盤：附大無限樂團透明貼紙及特別音樂錄影帶「Field of Dreams」
5. Do The Clips（2009年2月18日）

#### 細碟
1. 遠くまで（遠行）（2001年4月25日）
2. 真実の詩（真實之詩）（2002年12月26日）

※所有DVD細碟均只推出日本盤，並無海外盤。

#### DVD-Audio
1. Do The Best（2003年1月28日）
2. Need Your Love（2005年3月2日）

※所有DVD-Audio盤均只推出日本盤，並無海外盤。

### VCD

#### 演唱會
1. Do As Infinity Live Tour 2001 ~Deep Forest~
2. Do As Infinity Live Year 2004（大無限樂團 2004演唱會全紀錄）（2005年3月11日）
3. Do As Infinity Live in Japan 2（大無限樂團 日本演唱會II）（2005年10月7日）

※所有演唱會VCD均只推出海外盤，並無日本盤。

#### 音樂影片輯
1. 9（2001年3月7日）
2. 5（2001年9月27日）
3. The Clip Selection（影音極選）（海外版限定）（2002年12月18日）
4. 8（海外版限定）（2004年1月16日）
  1. 初回限定盤：附大無限樂團透明貼紙及特別音樂錄影帶「Field of Dreams」

## 外部連結
- 大無限樂團日本官方網頁（页面存档备份，存于）
- musicJAPANplus藝人資料庫 - Do As Infinity（页面存档备份，存于） （英文）
- 伴都美子日本官方網頁
- 大渡亮自組樂團Missile Innovation日本官方網頁（页面存档备份，存于）
- 長尾大事務所True Song Music